# Sielsowiet Markowo
Sielsowiet Markowo (biał. Маркаўскі сельсавет, ros. Марковский сельсовет) – sielsowiet na Białorusi, w obwodzie mińskim, w rejonie mołodeczańskim. Siedziba urzędu mieści się w Markowie.

## Miejscowości
- agromiasteczko:
  - Markowo
- wsie:
  - Długi Łuh
  - Gajowce
  - Gromowicze
  - Horki
  - Juchowicze
  - Kłoczkowo
  - Kowalce
  - Kuczki
  - Lenkowszczyzna
  - Rumiancewo
  - Skoworodki
  - Tałuje
  - Trepałowo
  - Trzaski
  - Wasiukowszczyzna
- nieistniejące wsie:
  - Raćkowszczyzna